# Шмидт, Евгений (политик)
Евге́ний Шмидт (нем. Eugen Schmidt; род. 23 октября 1975, Усть-Каменогорск) — немецкий политический деятель, депутат бундестага от партии «Альтернатива для Германии». В Германии известен как политик, который отстаивает права русских немцев и русскоговорящих жителей страны.

## Биография
Евгений Шмидт родился 23 октября 1975 года в Усть-Каменогорске. До 1999 года жил в Казахстане.
В 1997 году окончил Восточно-Казахстанский государственный университет имени С. Аманжолова по специальности «Прикладная математика». В Германии его диплом был официально подтверждён Министерством образования федеральной земли Саксония, и он начал там работать в качестве дипломированного IT-специалиста. С 2000 по 2003 год — разработчик программного обеспечения в софтверной компании, с 2003 по 2021 год — специалист по информатике в страховой компании в качестве разработчика программного обеспечения в области актуарной математики.
С мая 2016 года — член партии «Альтернатива для Германии». Является заместителем пресс-секретаря окружной ассоциации Кёльна, заместителем пресс-секретаря окружной ассоциации Рейн-Эрфт, членом окружного совета и государственным представителем российско-немецкой сети «Альтернативы для Германии» федеральной земли Северный Рейн-Вестфалия.
В октябре 2021 года Евгений Шмидт был избран в бундестаг по партийному списку в избирательном округе № 091: округ Рейн-Эрфт в федеральной земле Северный Рейн-Вестфалия.
Является действительным членом комитета по цифровому развитию и исполняющим обязанности члена комитета по международным делам бундестага, председателем Германо-Центральноазиатской парламентской групп.
24 июня 2022 года Евгений Шмидт на заседании фракции «Альтернатива для Германии» в бундестаге был избран уполномоченным по правам русских в Германии. Как сообщает партия, «к нему можно будет обращаться в случае дискриминации и нарушения прав сограждан, с целью улучшения и усиления поддержки русскоязычных граждан вплоть до оказания юридической помощи». Помимо этого, Шмидт стал соучредителем НКО «Общество по предотвращению дискриминации и изоляции русских немцев и русскоязычных сограждан в Германии» (VADAR).

## Семья и личная жизнь
Родители Шмидта встретились в Усть-Каменогорске в начале 1970-х годов. Предки Шмидта происходят из Поволжья, однако в 1940-е годы они были депортированы в Алтайский край, а уже оттуда их дети переехали в Усть-Каменогорск. После распада Советского Союза семья Шмидта сначала переехала в Новосибирск, где ею было получено российское гражданство, а затем по переселенческой квоте он уехал вместе с семьёй в Германию.
Евгений Шмидт женат, у супругов есть четверо детей.

## Политические взгляды
В декабре 2021 года Евгений Шмидт заявил, что Германия должна признать аннексированный Крым российским. По его словам, страны Западного мира придерживаются двойного морального принципа в отношении Крыма: с одной стороны принимается отделение Косово от Сербии, с другой стороны категорически отрицается законность крымского референдума.
В многочисленных заявлениях Шмидт распространял нарратив о том, что Германия — несправедливое государство (нем. Unrechtsstaat). По словам политолога Штефана Майстера, политик поставил себя на службу российской государственной пропаганде. За несколько дней до вторжения России на Украину Шмидт предостерёг от обвинений России в планах нападения. В программе ARD Contrasts его тогда называли «путинским пропагандистом в бундестаге».
В феврале 2022 года Шмидт прокомментировал ограничение в скором времени получения россиянами Шенгенской визы. Также он назвал министра экономики и защиты климата и вице-канцлера Германии Роберта Хабека «большим фантазёром», дополнив это тем, что слова вице-канцлера о замене российского газа не стоит воспринимать всерьёз. По словам Шмидта, единого мнения в Германии насчёт санкций против России до сих пор нет. Депутат бундестага от «Альтернативы для Германии» Рюдигер Люкассен обвинил Шмидта в искажении фактов и нанесении ущерба партии различными его заявлениями.